# Рудник Ґрут-Айленд
Рудник Ґрут-Айленд – гірничодобувний майданчик на півночі Австралії, на однойменному острові у затоці Карпентарія. 
Копальня почала роботу в 1965-му і станом на 2023 рік накопичений видобуток руди досягнув 153 млн тонн, при цьому в 2022/2023 фінансовому році експортували 5,9 млн тонн. 
Видобуток ведеться відкритим способом з неглибоких кар’єрів, а товарна продукція вивозиться автотранспортом до портового терміналу для експорту до країн Азії. В самій Австралії споживачем є феросплавний завод у Белл-Бей, крім того, певні обсяги руди з Ґрут-Айленд купував завод діоксиду марганцю в Ньюкаслі, що діяв у 1990-х – 2000-х роках. 
З початку існування рудник належав гірничодобувному гіганту BHP, що діяв через Groote Eylandt Mining Company (GEMCO). Наразі 60% GEMCO володіє компанія South32, яка була виділена з BHP у 2015 році, тоді як ще 40% належить південноафриканській Anglo American.
Станом на 2024 рік проектний залишковий період діяльності копальні становив лише 6 років, втім, існувала можливість подовження цього терміну, оскільки ресурси марганцевої руди оцінювались у понад 120 млн тонн.
У березні 2024-го під час циклону Меган біля причального комплексу рудника перебував балкер «MV Anikitos», який вже встиг прийняти 40 тисяч тонн руди. Вітер та хвилі дві доби били важке судно об причальні споруди, що призвело до сильного пошкодження металевих конструкцій причалу. Як наслідок, відновлення експортних операцій очікувалось не раніше першого кварталу 2025 року.